# ムルデカ宮殿
ムルデカ宮殿（ムルデカきゅうでん、尼: Istana Merdeka）は、インドネシア大統領の官邸である。首都ジャカルタの中心、ムルデカ広場の北側にあり、周辺は中央省庁が集まる官庁街となっている。6つある大統領官邸のひとつだが、最も重要な公式行事で使用される施設である。元はオランダ領東インド総督の官邸だった。

## 歴史
古くは、バタヴィア（ジャカルタ）の町は海岸近くにありオランダ領東インド総督官邸もそこにあったが、5㎞内陸に移転が計画され1804年に完成した。この官邸は小規模だったため次第に手狭となった。このため、1879年に規模を拡大した新官邸が南側に建設された。
総督官邸の周辺には新市街が形成され、バタヴィアの中心地に発展した。日本占領時期（1942年~1945年）には日本軍の司令部が入居した。1949年のインドネシア独立に伴って官邸はインドネシア政府に引き継がれ、ムルデカ（独立）宮殿と命名された。官邸の南には広大な練兵場があったが、現在はムルデカ広場となっている。

## 施設
ムルデカ宮殿の敷地は6.8ヘクタールの広さがあり、複数の建物が建ち並んでいる。宮殿には大統領の執務室があり、公務の中心的な施設として機能している。内容は外交団の接待や特命全権大使の信任状捧呈式、閣僚会議などである。8月17日の独立記念日には祝賀の舞台となる。
宮殿内には大統領の居住空間も用意されているが、スカルノ大統領の後はあまり使われていない。スハルト大統領は自宅からの通勤を好んだ。ユドヨノ大統領も自宅通いが主体だった。

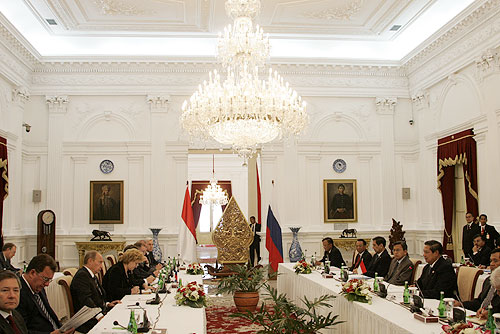
ロシアと協議中
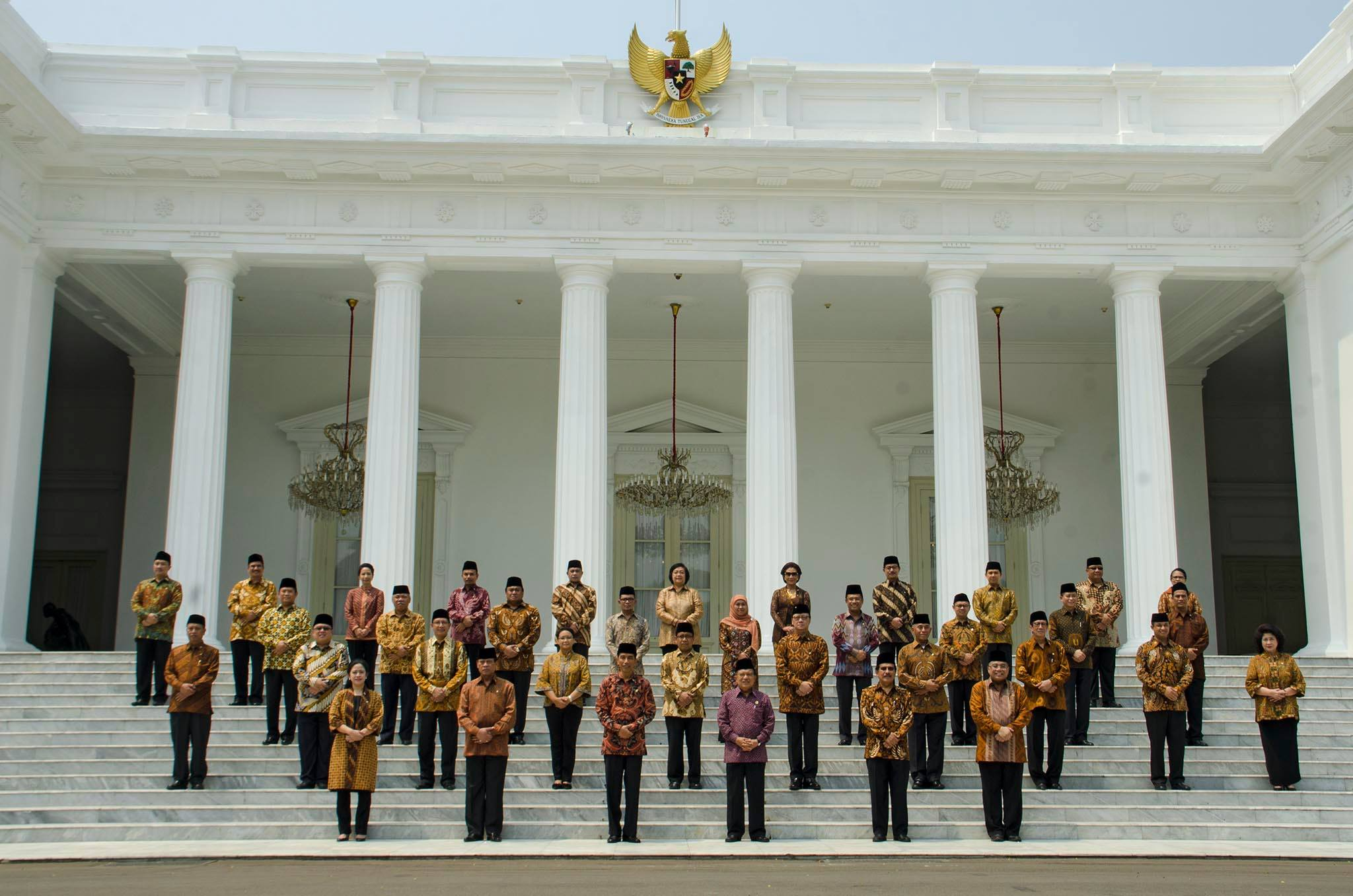
閣僚記念撮影
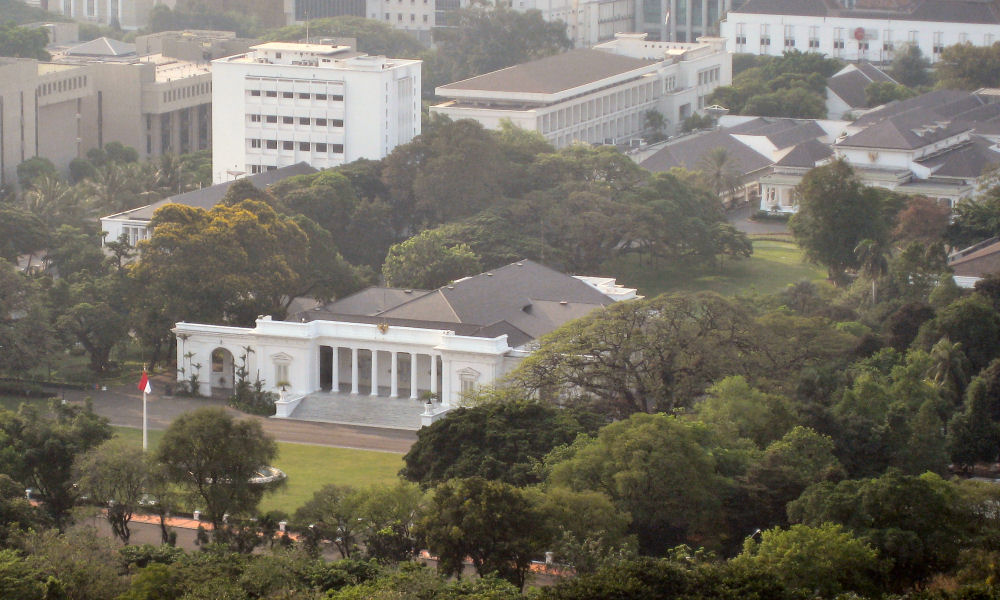
独立記念塔から